# Daya Sakti
Daya Sakti is een bestuurslaag in het regentschap Tulang Bawang Barat van de provincie Lampung, Indonesië. Daya Sakti telt 4391 inwoners (volkstelling 2010).